# Pheidologeton yanoi
Pheidologeton yanoi é uma espécie de formiga do gênero Pheidologeton, pertencente à subfamília Myrmicinae.